# Caronno Pertusella
Caronno Pertusella är en ort och kommun i provinsen Varese i regionen Lombardiet i Italien. Kommunen hade 17 938 invånare (2018).